# ثبت اختراعات بایدو
ثبت اختراعات بایدو یا Baidu Zhuanli (به چینی: 百度 专利) یک سامانه جستجوی رایگان ثبت اختراع بَرخط چینی است که در ۱ ژانویه ۲۰۰۸ راه‌اندازی شد. موتور جستجوی اختراعات بایدو حاصل همکاری مرکز اطلاعات ثبت اختراعات چین (CPIC)، اداره ملی مالکیت فکری چین (SIPO) و بایدو است. گفته می‌شود که جستجوی ثبت اختراعات بایدو با یک پایگاه داده ثبت اختراع که بالغ بر ۲٫۷ میلیون حق ثبت اختراع چینی است، ادغام شده‌است.